# Hạ Lan
Hạ Lan (tiếng Trung giản thể: 贺兰县, tiếng Trung phồn thể: 賀蘭縣, bính âm: Hèlán Xiàn, Hán Việt: Hạ Lan huyện, tiểu nhi kinh: حَ‌لًا ثِيًا) là một huyện thuộc địa cấp thị Ngân Xuyên, Khu tự trị dân tộc Hồi Ninh Hạ, Trung Quốc. Hạ Lan giáp với khu tự trị Nội Mông Cổ về phía tây bắc. Huyện này có diện tích 1600 km², dân số khoảng 180.000 người. Hạ Lan là một huyện nông nghiệp. Mã số bưu chính của Hạ Lan là 750200. Hạ Lan nằm ở tọa độ 105°53’ đến 106°36’ kinh đông, 38°26’ đến 38°48’ vĩ bắc. Những năm gần đây huyện này phát triển công nghiệp, khu công nghiệp mới của huyện Hạ Lan nằm ngoại ô Ngân Xuyên khoảng 8 km về phía bắc. Huyện này có đường quốc lộ và đường cao tốc chạy qua. Chính quyền Hạ Lan đóng ở trấn Tập Cương. 